# San Joaquin County
San Joaquin County är ett county i delstaten Kalifornien, USA. Den administrativa huvudorten (county seat) är Stockton. San Joaquin County ligger i det geografiska området Central Valley.

## Geografi
Enligt United States Census Bureau har countyt en total area på 3 693 km². 3 623 km² av den arean är land och 70 km² är vatten.

### Angränsande countyn
- Stanislaus County, Kalifornien - syd, sydöst
- Alameda County, Kalifornien - väst
- Contra Costa County, Kalifornien - väst
- Sacramento County, Kalifornien - nord
- Amador County, Kalifornien - nordost
- Calaveras County, Kalifornien - öst
- Santa Clara County, Kalifornien - sydväst